# اندوپپتیداز

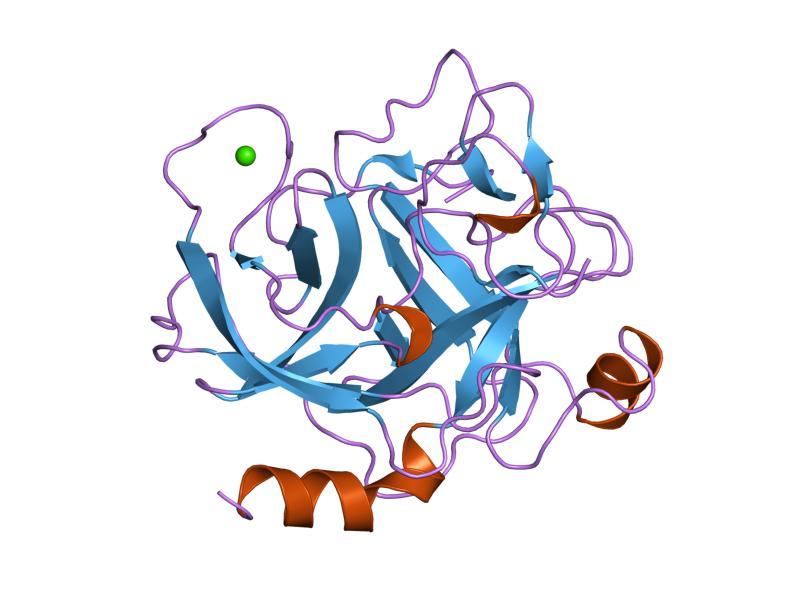
نمایش کارتونی ساختار مولکولی پروتئین ثبت شده با کد ۲sta.

اندو پپتیداز یا اندوپروتئیناز از انواع پروتئازها هستند که با شکستن پیوند پپتیدی آمینواسیدهای غیر پایانی زنجیره پپتیدی باعث پروتئین‌کافت می‌شوند (یعنی پروتئین‌ها را برخلاف اگزوپپتیداز از وسط به پلی‌پپتیدهای کوچکتر می‌شکنند). اندوپپتیدازهای معروف عبارتند از تریپسین، کیموتریپسین، الاستاز و پپسین که به‌جز الاستاز بقیه آنزیم‌های گوارشی هستند. گلوتامیل اندوپپتیداز و ترمولیزین از اندوپپتیدازهای باکتری‌ها هستند.